# Богунський полк
Богунський полк — збройне формування уряду Української Народної Республіки Рад — складової частини РРФСР, пізніше УСРР у період радянсько-української війни часів Перших визвольних змагань, частина так званих червоних козаків, створених на противагу українському Вільному козацтву.

## Історія

### У складі РІА
Згідно з наказом від 12 серпня 1917 року Лавра Корнілова  у Києві сформовано Георгіївський полк. Він став єдиним, з чотирьох запланованих, подібним підрозділом. Невдовзі, опісля Жовтневих подій, українці полку виступили з ініціативою українізувати частину.
В листопаді 1917 року Київський полк Георгіївських кавалерів у повному складі, окрім колишнього командира та близько 50-60 офіцерів, з'явився до Центральної Ради висловивши пропозицію приєднатися до  Української армії. Полк було включено до ЗС УНР з перейменуванням на 4-й Сердюцький ім. полковника І. Богуна. Наприкінці 1917-го налічував 945 вояк.

### У складі ЗС УНР
Під час штурму Києва, за I-ї  українсько-більшовицької війни, полк, окрім нечисельної частини особового складу (95 вояк) які виступили на захист Центральної Ради, зайняв  збройний нейтралітет.  Опісля захоплення Києва більшовиками полк перейшов на їх бік з перейменуванням на 1-й  Український Червоний Георгіївський. Наприкінці лютого 1918 року рештки полку (120 вояк) діставшись нейтральної зони стали базовим кадром для створення Українського  радянського полку ім. І. Богуна. Частина формації, що залишилася у складі ЗС УНР, увійшли до складу Окремого запорозького загону К. Прісовського з подальшою реорганізацією до 2-го Запорозького полку.

### РСЧА
Влітку 1918 року А. «Богунський» Шарий очолив повстанські загони проти австрійців і німців. Після придушення повстання під Таращею він повів до нейтральної зони близько 600 повстанців, які потім склали основу Богунського полку 1-ї української радянської дивізії (пізніше радянською пропагандою назва полку асоціювалася з полковником часів Хмельниччини Іваном Богуном).
Полк з такою назвою був створений у складі 1-ї української радянської дивізії та її наступниць. Спершу Богунський був третім полком дивізії (командир — Микола Щорс), сформованим в районі Унеча — Сураж з Дніпровського загону і окремих повстанських загонів сіл Кулаги та Розорені Хутори. Згодом до лав полку долучилися бійці батальйону, що був сформований у Брянську. Свою назву полк отримав на честь командира Богунського полку (сформованого восени 1918 р. у «нейтральній зоні» на території Чернігівської губернії, для збройної інтервенції в Україну під час радянсько-української війни) Шарого (псевдо Богунський) Антона Савича, ліквідованого за наказом Л. Троцького влітку 1919 р. Дізнавшись про розстріл Антона Шарого, 1-й полк під командуванням двоюрідного брата Шарого Лопаткіна підняв бунт і вирушив громити більшовиків. Загинув Лопаткін під селом Піщане. Протягом десятиріч дані про комбрига Шарого (Богунського) замовчувались. Всю його родину — братів і сестер — у 1920-х роках було заарештовано і відправлено на Соловки.
Опісля фізичного усунення командувача та його брата особовий склад полку розчарувався в національній політиці комуністичної влади і разом з бійцями 2-го Таращанського (загалом 1700 вояк) біля Бердичева перейшов до Гайдамацької бригади армії УНР на чолі з Волохом. Надалі, за споминами генерала-хорунжого Армії УНР Всеволода Петріва, етнічний склад полку змінився та був таким: 40 % були «москалями з Тамбовщини», та 60 % з інших російських губерній, включно Слобідську Стародубщину.
Після того, як з дивізії виділився Корпус Червоного Козацтва, це формування отримує назву 1-го українського радянського. Попри це, Щорс уперто використовує «стару» назву в кожному донесенні до штабу дивізії. Більшовицькі очільники вважають за потрібне піти на компроміс. Для цього 6 лютого 1919 р. Антонов-Овсієнко та Щаденко пишуть клопотання в Раду Народних Комісарів такого змісту:

Голові РНК Раковскому, члену Реввійськради Коцюбинскому, Наркомвоєн Межлауку. Копія наштаб фронта Глаголєву.
Перший Радянський Український полк проявив особливі звитяги за весь час революційної боротьби в Україні, особливо при захопленні Києва. Ходатайствуємо перед Тимчасовим Радянським урядом України про нагородження означеного полку почесним прапором і просимо залишити за ним назву «Богунського», а також про нагородження командира полка тов. Щорса за вміле керівництво полком почесною зброєю.

Навесні 1919 року з Богунського та інших полків створюється Богунська бригада. Деякий час полки бригади носять назву «українські радянські», але влітку під час реорганізації в 44-у стрілецьку дивізію, назва «богунських» поширюється й на них. Таким чином в цей період Богунська бригада під командою Богенгарда складається з 388-го (командир — Квятек), 389-го (командири Кирпонос, потім — Данилюк) та 390-го (командир — Гавриченко) Богунських полків.
У лютому 1920 року Квятек йде по службі на щабель вище — на посаду комбрига, а його місце посідає Кащеєв. Після згортання бригади в полк, Квятек його ж і очолює, а сам полк отримує назву 130-го Богунського. На цьому історія 388-го та інших полків закінчується.

## Шефські зв'язки
Після закінчення радянсько-української війни радянська дійсність явила світу шефство заводу «Арсенал» над 130-м Богунським полком. Розпочинається цей процес від грудня 1922 року. Ковальский цех взяв шефство над першою ротою, токарний — над п'ятою і т. д.

## Пам'яті богунців
На згадку про події радянсько-української війни західна околиця Житомира, де колись стояв Богунський полк, у 1973 отримала назву Богунія (колишня назва — Врангелівка).

## Розгром
Більша частина полку у складі Таращанської дивізії була розгромлена 1919-го року Волинською групою Армії УНР на чолі з Всеволодом Петрівим. За його споминами, ті з богунців, хто потрапили до полону на 40 % були «москалями з Тамбовщини», та 60 % з інших російських губерній, включно Слобідську Стародубщину:

## Виноски
1. ↑  Малий словник історії України. Архів оригіналу за 23 вересня 2016. Процитовано 27 січня 2018.
2. ↑  Георгиевские части в Российской армии 1916—1917 [Архівовано 31 серпня 2018 у Wayback Machine.](рос.)
3. ↑  Тинченко Я.Ю. Офіцерський корпус Армії Української Народної Республіки (1917—1921). — К.: Темпора книга 2 (89 с.) 2011. — 424 с.
4. ↑  Тинченко Я.Ю. Перша українсько-більшовицька війна (грудень 1917 — березень 1918) // Події в Києві
5. ↑  Тарнавський А. Історія 4-го Запорожського полку імені полковника Богуна // Літопис Червоної Калини. — Львів, 1931. — Ч. 2. — С. 18-19.
6. ↑  Від 22 вересня 1918 р. — Перша повстанська, від 24 листопада 1918 р. — Особлива повстанська, від 6 грудня 1918 — Перша українська радянська дивізії у складі Української Червоної армії; від 16 червня 1919 р., а фактично з 15 серпня 1919 р. — 44-а стрілецька дивізія у складі Червоної армії.
7. ↑  Власне, таку назву загін під проводом Михалдико й Гасанова носив тільки наприкінці літа та восени 1918 року. Створений у квітні місяці того ж таки року на території РРФСР, це військове угрупування діяло за наказами штаба ОрВО та директивами Орловської ЧК.
8. ↑  Ковальчук М. А. Останній заколот отамана О. Волоха (грудень 1919 р. — січень 1920 р.) // Військово-історичний альманах. — 2009. — Ч. 2 (19). — С. 18 — 41; 2010. — Ч. 1 (20). — 5 с.
9. 1 2  В. Петрів Спомини з часів української революції (1917—1921) Ч.4/Повстяння Таращанців під проводом Шинкаря.
10. ↑  РДВА/ЦГАСА, ф. 174, оп. 2, с. 1, арк. 368—369.
11. ↑  Крім 1-го Богунського полку в цей період бригаду складають також 2-й український радянський, сформований із запасного 22-го українського радянського, та 21-й український радянський полки, як третій полк бригади.